# Sonnenheiligtum des Menkauhor
Das Sonnenheiligtum des Menkauhor ist ein bisher unentdecktes altägyptisches Tempel-Bauwerk aus der Zeit der 5. Dynastie, welches unter dem König (Pharao) Menkauhor erbaut wurde, der etwa von 2420 bis 2410 v. Chr. regierte.

## Schriftliche Erwähnungen
Für das Menkauhor-Heiligtum sind bisher lediglich fünf Priester bezeugt und es scheint nicht lange über den Tod seines Erbauers hinaus in Betrieb gewesen zu sein. Zwar lebte einer der überlieferten Priester namens Sabu während der Regierungszeit von Teti II., dem ersten König der 6. Dynastie, doch war er auch Priester in den Sonnenheiligtümern von Userkaf und Niuserre, deren Betrieb aber schon unter dem letzten König der 5. Dynastie, Unas, eingestellt wurde. Es kann daher angenommen werden, dass seine sämtlichen Priestertitel lediglich fiktiver Natur waren.
Außer in Priestertiteln ist das Sonnenheiligtum des Menkauhor noch auf einer Siegelabrollung bezeugt, die in einem Prinzessinnengrab nahe der Niuserre-Pyramide gefunden wurde. Dies ist einerseits ein Beleg dafür, dass das Menkauhor-Heiligtum auch Abgaben für den Totenkult des Niuserre lieferte und andererseits dafür, dass in diese Totenstiftungen auch die königliche Familie mit einbezogen wurde.
Nähere Hinweise zur Rekonstruktion oder Lokalisierung des Sonnenheiligtums lassen sich den vorhandenen Quellen nicht entnehmen.